# Да (вірменська літера)
Դ, դ (да, вірм. դա) — четверта літера вірменської абетки.
Позначає звук /d/ у класичній вірменській мові та у східному діалекті. У західному — /tʰ/.
Числове значення — 4.
В Юнікоді має такі коди: U+0534 для Դ, U+0564 для դ. В інших типах кодування відсутня.
| Вірменська абетка | Вірменська абетка |
| --- | ----------------- |
| Ա · Բ · Գ · Դ · Ե · Զ · Է · Ը · Թ · Ժ · Ի · Լ · Խ · Ծ · Կ · Հ · Ձ · Ղ Ճ · Մ · Յ · Ն · Շ · Ո · Չ · Պ · Ջ · Ռ · Ս · Վ · Տ · Ր · Ց · Ւ · Փ · [[Ке (вірменська літера)\|АплКо |                   |